# Tysktjärnen, Lappland
Tysktjärnen är en sjö i Arvidsjaurs kommun i Lappland och ingår i Skellefteälvens huvudavrinningsområde. Sjön har en area på 0,0716 kvadratkilometer och ligger 393,1 meter över havet.

## Delavrinningsområde
Tysktjärnen ingår i det delavrinningsområde (725472-166949) som SMHI kallar för Inloppet i Storträsket. Medelhöjden är 402 meter över havet och ytan är 12,6 kvadratkilometer. Räknas de 3 avrinningsområdena uppströms in blir den ackumulerade arean 32,83 kvadratkilometer. Petikån som avvattnar avrinningsområdet har biflödesordning 2, vilket innebär att vattnet flödar genom totalt 2 vattendrag innan det når havet efter 140 kilometer. Avrinningsområdet består mestadels av skog (69 procent) och sankmarker (11 procent). Avrinningsområdet har 2,29 kvadratkilometer vattenytor vilket ger det en sjöprocent på 18,2 procent.